# Syndrome extrapyramidal
Les syndromes extrapyramidaux regroupent plusieurs entités, les syndromes parkinsoniens (dont la maladie de Parkinson) et certains types de mouvements involontaires d'origine neurologique.
Le syndrome parkinsonien est un syndrome extrapyramidal qui associe trois signes :
- un tremblement de repos lent et régulier des extrémités, majoré lorsque l'on détourne l'attention ;
- une hypertonie, ou rigidité, décrite comme « plastique » (par opposition à la spasticité du syndrome pyramidal), cédant par à-coups : intérêt de la manœuvre de Froment ;
- une hypokinésie (akinésie, bradykinésie, oligokinésie), c'est-à-dire des mouvements rares et lents.

## Causes
Le syndrome neurologique extrapyramidal, associé à plusieurs pathologies, est notamment décelé dans la maladie de Parkinson (mouvements anormaux, rigidité, contractures musculaires involontaires), dont il représente la forme la plus caractéristique. 
D'autres maladies neurodégénératives entrainent des « syndromes parkinsoniens atypiques », appartenant également aux syndromes extrapyramidaux. C'est le cas de la paralysie supra-nucléaire progressive, ou de la démence cortico-basale. 
D'autres pathologies sont responsables du syndrome extrapyramidal, comme la maladie de Wilson, celle d'Alzheimer, l'encéphalite léthargique et l'ictère grave du nouveau-né.
De nombreux médicaments, dont les neuroleptiques, et particulièrement les antipsychotiques typiques ont comme effet secondaire d'induire des symptômes extrapyramidaux (dyskinésie, etc.), réversibles (ou pas) à l'arrêt du traitement. Certains médicaments utilisés pour des indications somatiques sont des neuroleptiques (on parle alors de neuroleptiques cachés) : par exemple, le métoclopramide est utilisé comme antiémétique.

## Remarque concernant le terme
Le terme « syndrome extrapyramidal » est souvent confondu avec le syndrome parkinsonien. Toutefois, selon le Collège des enseignants de neurologie, le syndrome extrapyramidal est un ensemble de syndromes moteurs où l'on classe d'une part le syndrome parkinsonien et d'autre part les mouvements involontaires. En effet, le système extra-pyramidal comporte des aires motrices du cortex cérébral, les noyaux gris centraux (striatum, pallidum, thalamus, noyau sous-thalamique) et la substance noire (voie nigro-striée).